# Destinus
Destinus es una empresa privada europea especializada en soluciones de aeroespacio, de defensa y energéticas, asentada en Suiza, Alemania, Francia, y en España desde 2021.
Destinus está diseñando un avión hipersónico (Mach 5) propulsado por hidrógeno para el transporte de muy largo alcance en todo el mundo, cuya introducción está prevista para los años 2030. Destinus también desarrolla productos a más corto plazo, como drones, tecnologías de propulsión por hidrógeno y turbinas de gas. 
Destinus prevé también que sea España el centro de pruebas en vuelo de sus demostradores de tecnología, dado que el país reúne unas condiciones óptimas para dichas pruebas: salida al mar, alto nivel de ingeniería, excelente cadena de suministros, muy buenos polos de fabricación aeronáutica y alta calidad en la red de comunicaciones.
Actualmente la empresa Destinus cuenta con una plantilla de más de 140 personas. Su voluntad es ubicar en España la planta de fabricación del primer avión hipersónico de Europa. La sede madrileña de la empresa se ubica en Tres Cantos y cuenta actualmente con más de 30 personas en su mayoría ingenieros aeronáuticos o espaciales y prevé duplicar su plantilla en 2023.

## Historia
La empresa fue fundada en 2021 por el emprendedor en serie Mikhail Kokorich. Destinus fue fundada en el año 2021 en Europa con sede en Payerne, Canton de Vaud, Suiza por el físico, matemático y empresario ruso Mikhail Kokorich. Ese mismo año se abrieron 4 oficinas, ubicadas en Suiza, Alemania, Francia y España.  En 2022 Destinus, cerró una ronda inicial de financiación de 26,8 millones de francos suizos, $29 millones, en la que participaron varios fondos de riesgo y family offices europeos, estadounidenses, asiáticos y latinoamericanos procedentes de Suiza, Chipre, Reino Unido, la zona de la bahía de San Francisco, la costa este de Texas, Alemania, América Latina y Singapur. Entre ellos se encuentran Quiet Capital, One Way Ventures, Cathexis Ventures, Nazca Ventures, TechU Ventures, Infinitas Capital, TA Ventures, ACE & Company, Starburst, Raison Asset Management y varios más. El destacado bufete de abogados suizo Walder Wyss ha actuado como asesor jurídico en la transacción. En 2022, la compañía recaudó 26,8 millones de francos suizos (29 millones de dólares) para su campaña para ofrecer vuelos supersónicos impulsados por hidrógeno.
En 2023 el proyecto innovador de Destinus, la Unión Europea apuesta por este nuevo avión hipersónico alimentado por hidrógeno concediéndole una cuantía de los fondos Europeos Next Generation, en forma de ayudas desde España por el Ministerio para la Transición Ecológica y el Reto Demográfico, cuyo objetivo es convertir a España en un líder mundial en la producción de hidrógeno renovable y en el desarrollo de soluciones de movilidad basadas en hidrógeno.
En enero de 2023, Oleksandr Danylyuk, exministro de Finanzas de Ucrania, se unió a Destinus como Vicepresidente Senior de Defensa. Su amplia experiencia en finanzas y sólidos antecedentes en el manejo de asuntos gubernamentales aportan una nueva dimensión al liderazgo de la empresa.
En el Salón Aeronáutico de París de junio de 2023, Destinus presentó su tercer demostrador, el Destinus 3. Este innovador modelo está llamado a ser el primer vehículo supersónico no tripulado del mundo propulsado por hidrógeno líquido, con el objetivo de alcanzar una velocidad de Mach 1,3. Este avanzado prototipo de 10 metros y 2 toneladas está equipado con la tecnología de postcombustión de hidrógeno patentada por Destinus y un novedoso sistema de piloto automático. Está previsto que Destinus 3 realice su primer vuelo subsónico a principios de 2024, al que seguirán campañas supersónicas a finales de ese mismo año.

### Fondos Europeos Next Generation
Los PERTE (Proyectos Estratégicos para la Recuperación y Transformación Económica) son un nuevo instrumento de colaboración público- privada que permite la cofinanciación de las actividades de I+D+i a través de los fondos Next Generation EU de la Unión Europea.
Actualmente la empresa Destinus lidera un proyecto cofinanciado por el PERTE de H2 “cadena de valor” y participa como socio principal en el proyecto CRIPICOM, cofinanciado por el Plan Tecnológico Aeronáutico. El primero es gestionado por el IDAE (Ministerio de Transición Ecológica y Reto Demográfico) y es parte del programa de ayudas a la cadena de valor innovadora del hidrógeno renovable. El segundo por el CDTI (Ministerio de Ciencia e Innovación) para desarrollar el primer motor de avión propulsado por hidrógeno. La previsión es realizar los primeros ensayos en 2025. Estos dos proyectos permitirán pasos fundamentales en la hoja de ruta tecnológica de Destinus, cuyo objetivo último es el desarrollo del primer avión hipersónico con capacidad de transportar pasajeros y mercancías a velocidades hipersónicas. Gracias a estos PERTE  Destinus y España tendrán la oportunidad de posicionarse como referente tecnológico en uso del hidrógeno para movilidad aérea.
Destinus es defensor de la filosofía NewSpace, un movimiento en la industria aeroespacial cuyo objetivo es aumentar el acceso al espacio a través de avances técnicos innovadores que resultan en una reducción del costo de lanzamiento y la disminución de las regulaciones y restricciones logísticas asociadas con la dependencia de las instituciones espaciales nacionales.

#### Hidrógeno líquido en la aviación
El hidrógeno como fuente de alimentación es lo que, en este caso, permite la existencia de los vuelos hipersónicos. El transporte aéreo tradicional representa el 2,5% de las emisiones mundiales anuales de carbono. Para contribuir a reducirlas, Destinus se ha comprometido a operar con neutralidad de carbono.
La producción de hidrógeno se irá abaratando con los años por la ley de oferta-demanda. Además, el hidrógeno puede producirse a partir de una fuente primaria tan básica como es el agua mediante electrólisis utilizando energía renovable. Cuando se quema hidrógeno, los principales subproductos son calor y agua, y no CO2. Tanto para las aeronaves como para los aeropuertos, el hidrógeno podría contribuir a reducir las emisiones en un 50% de aquí a 2050.

#### Pruebas de vuelo
En noviembre de 2021, el primer demostrador de avión hipersónico de Destinus apodado Jungfrau hizo un exitoso vuelo de prueba de unos 5 minutos de duración. En él se pretendía averiguar cómo funciona la aeronave hipersónica a baja velocidad durante las fases críticas de despegue y aterrizaje. Funcionó bien: Jungfrau, del tamaño de un coche, aceleró por la pista acercándose a los 80 km/h, donde se elevó en el aire. Poco después, voló a tan solo 20 metros por encima de la pista a una velocidad de 150 km/h antes de girar una última vez para aproximarse y aterrizar. El propósito de esta prueba era ver cómo funciona la geometría de vuelo hipersónico a bajas velocidades durante las fases críticas de despegue y aterrizaje. Jungfrau se diseñó, construyó y probó en sólo cuatro meses.
Después de este logro, Eiger, el segundo prototipo de Destinus, se fabricó y sometió a nuevas pruebas de vuelo justo un año después que su predecesor. Eiger es más grande y potente que Jungfrau, y cuenta con mejoras en el diseño que le permiten optimizar sus capacidades. Paralelamente, se realizaron vuelos adicionales del prototipo Jungfrau para adquirir experiencia y conocimientos.
Eiger, realizó su vuelo inaugural el 13 de abril de 2022 en un aeropuerto cerca de Múnich. La noche anterior al vuelo de prueba, se realizaron controles y pruebas estándar en tierra para preparar el vuelo. Eiger, del tamaño de un camión, aceleró en la pista y despegó en el aire. A medida que aumentaba la altitud, el piloto realizaba un viraje para iniciar el primer bucle. A los pocos minutos de vuelo, el prototipo experimentó una inestabilidad aerodinámica y Eiger hizo un aterrizaje forzoso. Aunque el vuelo no salió según lo planeado, se recopilaron puntos de datos significativos de sensores internos y externos que ayudarán a los ingenieros a validar su análisis y brindar nuevos conocimientos.